# Жан-Клод Рудаз
Жан-Клод Рудаз (на немски: Jean-Claude Rudaz) е бивш пилот от Формула 1. Роден на 23 юли 1942 година в Сион, Швейцария.

## Формула 1
Жан-Клод Рудаз прави своя дебют във Формула 1 в Голямата награда на Италия през 1964 година. В световния шампионат записва 1 състезание като не успява да спечели точки и не се квалифицира за самото състезание. Състезава се с частен Купър.